# Stanczo Kolew
Stanczo Iwanow Kolew (bułg. Станчо Иванов Колев; ur. 11 kwietnia 1937 w Christjanowie) – bułgarski zapaśnik w stylu wolnym.

## Kariera sportowa
Zdobył dwa srebrne medale olimpijskie w wadze piórkowej (Rzym 1960 i Tokio 1964). Do jego osiągnięć należą również trzy medale mistrzostw świata – dwa srebrne (Teheran 1959 oraz Manchester 1965) i brązowy (Sofia 1963). Trzeci w Pucharze Świata w 1958 roku.